# Gmina Wolbrom
Die Gmina Wolbrom ist eine Stadt-und-Land-Gemeinde im Powiat Olkuski der Woiwodschaft Kleinpolen in Polen. Ihr Sitz ist die gleichnamige Stadt mit 8732 Einwohnern (2016). Seit 2003 besteht eine Gemeindepartnerschaft zu Waltershausen in Thüringen.

## Gliederung
Zur Stadt-und-Land-Gemeinde (gmina miejsko-wiejska) gehören neben der Stadt Wolbrom folgende 27 Dörfer mit einem Schulzenamt:
Boża Wola
Brzozówka
Budzyń
Chełm
Chrząstowice
Dłużec
Domaniewice
Gołaczewy
Jeżówka
Kaliś
Kąpiele Wielkie
Kąpiołki
Lgota Wielka
Lgota Wolbromska
Łobzów
Miechówka
Podlesice Drugie
Poręba Dzierżna
Poręba Górna
Strzegowa
Sulisławice
Wierzchowisko
Zabagnie
Załęże
Zarzecze
Zasępiec
Weitere Ortschaften der Gemeinde sind Buczyna, Kolonia Chełmska, Nowa Łąka, Okupniki, Rędziny und Wymysłów.